# محمدجواد حق‌شناس
محمدجواد حق‌شناس عضو پیشین شورای اسلامی شهر تهران و ری و تجریش و عضو شورای مرکزی حزب اعتماد ملی، روزنامه‌نگار، مدیرمسئول دوهفته نامه نیمروز و روزنامه اعتماد ملی (توقیف شده)، استاد دانشگاه، عضو هیئت مدیرهٔ انجمن ایرانی روابط بین‌الملل و فعال سیاسی اصلاح‌طلب ایرانی است.
وی اصالتاً بوشهری و نواده دختری سید مرتضی علم‌الهدی و شیخ محمدعلی ماحوزی است. او دارای دکترای روابط بین‌الملل است.

## فعالیت‌های سیاسی
محمد جواد حق‌شناس سابقه فرمانداری مغان، معاونت سیاسی استانداری تهران، معاونت سازمان ثبت احوال کشور و ریاست ستاد آزادگان استان تهران را در کارنامه شغلی خود دارد.
حق‌شناس در دولت محمد خاتمی مشاور وزیر و مدیر کل سیاسی وزارت کشور و معاون حقوقی، پارلمانی و امور استان‌ها وزارت فرهنگ و ارشاد اسلامی بوده است وی در دوره اصلاحات عضو و دبیر کمسیون ماده ۱۰ احزاب و مدتی مشاور رئیس سازمان مدیریت و برنامه‌ریزی کشور بود.
وی به همراه مهدی کروبی از مؤسسین حزب اعتماد ملی به‌شمار می‌رود. پس از تأسیس حزب اعتماد ملی عضو شورای مرکزی، دفتر سیاسی، کمیته بین‌الملل و اتاق فکر این حزب بود و مدتی بعد از سوی مهدی کروبی صاحب امتیاز روزنامه به عنوان مدیر مسئول روزنامه اعتماد ملی انتخاب شد. محمدجواد حق‌شناس عضو پیشین شورای شهر تهران و رئیس کمیسیون فرهنگی و اجتماعی این شورا بوده است.
حق‌شناس از سال ۱۳۹۵ مشاور رئیس سازمان میراث فرهنگی، صنایع دستی و گردشگری وپس از مصوبه مجلس و تغییر سازنان به وزارت میراث فرهنگی، صنایع دستی و گردشگری به عنوان مشاور وزیر ادامه خدمت داده است.

## دادگاه
در ۱۱ تیر ۱۳۸۷ مدیر روابط عمومی دادسرای عمومی و انقلاب تهران اعلام کرد که حکم بازداشت محمدجواد حق‌شناس مدیرمسئول روزنامه اعتماد ملی " به‌دنبال شکایات متعدد دولتی و قاضی مرتضوی دادستان عمومی و انقلاب تهران به اتهام نشر اکاذیب به قصد تشویش اذهان عمومی " صادر شده است.
در شهریور ۱۳۸۸ شعبه ۱۳ بازپرسی کارکنان دولت به ریاست قاضی مقدمی، برای حسین کروبی فرزند مهدی کروبی و محمدجواد حق‌شناس قرار کفالت صادر کرد. در این جلسه اتهامات حق‌شناس، پخش شایعه، اشاعه فحشا، افتراء علیه نظام و ارگان‌ها در خصوص تجاوز و آزار جنسی اعلام شد.
محمدجواد حق‌شناس مدیر مسئول روزنامه اعتماد ملی پس از آغاز انتشار این روزنامه در ۱ بهمن ۱۳۸۴ نخستین شکایت از روزنامه در اردیبهشت ۱۳۸۵ با حضور در دادسرای کارکنان دولت پاسخگویی نمود، در روزهای ۲۴ مهر، ۴ دی و ۱۱ دی ۱۳۹۰ نیز در جلسه شعبه ۷۶ دادگاه کیفری استان تهران، در رابطه با روزنامه توقیف شده اعتماد ملی حضور یافت.

### انتخابات ریاست جمهوری ۱۳۹۶ ایران
محمدجواد حق‌شناس در یک پیش‌بینی در مورد آرای انتخابات ریاست جمهوری سال ۱۳۹۶ ایران، پیش‌بینی کرد که تنها ۱۰ درصد از آرای قالیباف به سبد رأی رئیسی ریخته خواهد شد. بنا بر گزارش سایت eghtesadnews.com وی در این رابطه گفته است:
به نظر من قالیباف احساس کرد تا پیش از آنکه بخواهند مسئولیت شکست جریان اصولگرا را به گردنش بیندازند و او را مقصر قلمداد کنند، خودش را از مهلکه مسئولیت‌پذیری این شکست زودهنگام جدا کرد و کل مسئولیت این ماجرا را سعی کرده است بر گردن تیمی که به عنوان «جمنا» ظهور پیدا کرده بود، بیندازد.
وی برآورد و پیش‌بینی کرد که چیزی حدود ۳۰ الی ۴۰ درصد آرایی که در سبد رأی قالیباف است، به سبد رأی روحانی ریخته خواهد شد و بیش از ۱۰ درصد آن هم، به سمت آقای رئیسی نخواهد رفت.